# Шиллинг, Николай Густавович
Барон Николай Густавович Шиллинг  (1 октября 1828 — 20 декабря 1910, Царское Село, Санкт-Петербургская губерния, Российская империя) — русский военно-морской деятель,  первопроходец Северного океана, адмирал (1898, по другим данным в 1902), генерал-адъютант (1908).

## Биография
Из прибалтийских дворян. В службе с 1846 года. В 1848 году после окончания Морского кадетского корпуса был произведен в мичманы и оставлен для прохождения обучения в Высшем офицерском классе.
С 1851 года служил на Балтийском флоте. С 1853 года лейтенанта фрегата «Диана» под командованием С. С. Лесовского. С 1859 года состоял при генерал-адмирале великом князе Алексее Александровиче. С 1877 года участник Русско-турецкой войны, за распорядительность и храбрость при спуске понтонов по Дунаю награждён Золотым георгиевским оружием. В 1877 году произведён в контр-адмиралы Свиты Его Императорского Величества.
В 1887 году произведён в вице-адмиралы. В 1902 году в адмиралы.
Был награждён всеми орденами вплоть до ордена Святого Александра Невского с бриллиантовыми знаками пожалованными ему 14 мая 1896 года и ордена Святого Владимира 1-й степени. В 1908 году пожалован в генерал-адъютанты.
Западная оконечность острова Вильчека — мыс Шиллинга — названа в его честь (название присвоено в 1953—1955 гг.).
Также в честь Н. Г. Шиллинга названы:
- мыс Шиллинга (Карское море, залив Миддендорфа, залив нанесён на карту в 1900 г. участниками Русской полярной экспедиции, тогда же было присвоено название мысу)[8];
- подводное плато Шиллинга (Баренцево море, к юго-востоку от Земли Франца-Иосифа, название присвоено советскими исследователями)[8];
- подводный порог Шиллинга (Баренцево море, у Земли Франца-Иосифа, название присвоено советскими исследователями)[8];